# Championnat d'Algérie masculin de handball 1997-1998
Navigation
Saison 1996-1997 Saison 1998-1999
La saison 1997-1998 du Championnat d'Algérie masculin de handball est la 35e édition de la compétition.
Elle est remportée pour la onzième fois par le MC Alger.

## Présentation
Lors de la première phase, les douze équipes sont réparties dans deux poules de six équipes. Les trois premiers de chaque poule sont qualifiés pour les play-offs et les trois derniers pour les play-downs.

## Résultats

### Première phase
La 6e journée est disputée le jeudi 4 décembre 1997
- Poule centre-est :
  - WB Skikda - MM Batna 19-19
  - MC Alger - CS Constantine 27-08
  - WA Rouiba - SR Annaba 16-16.
- Poule centre-ouest :
  - NADIT Alger - NA Hussein-Dey 14-17
  - MC Oran - UST Oran ??-??
  - WRB Mazaghrane - ERC Alger 23-31
    - à Mostaganem, salle Charef Khettab. Arbitrage : Krim et Belaid.
    - WRB Mazaghrane : Fateh, Bouzidi, Maazouz S A, Abed, Heba, Ould Ali, Ladouani, Benadda, Maazouz N, Bousseta, Benmoussa, Aidouni. Entraineur : Betchine
    - ERC Binaâ Alger :Houri, Galloul, Chouchaoui , Aoudi, Cherih, Sahli, Lakrouz, Djenih , Bourenane, Maamir, Chaouch. Entraineur : Rouabhi.

Le classement provisoire à l'issue de la 6e journée est alors :
|   | Club           | Pts | J | G | N | P | Diff |
| - | -------------- | --- | - | - | - | - | ---- |
| 1 | MC Alger       | 10  | 6 | 5 | 0 | 1 | 44   |
| 2 | MM Batna       | 8   | 6 | 3 | 2 | 1 | +29  |
| 3 | SR Annaba      | 6   | 5 | 2 | 2 | 1 | -1   |
| 4 | WA Rouiba      | 6   | 6 | 2 | 2 | 2 | +10  |
| 5 | WB Skikda      | 4   | 5 | 1 | 2 | 2 | +1   |
| 6 | CS Constantine | 0   | 6 | 0 | 0 | 6 | -83  |

|   | Club            | Pts | J | G | N | P | Diff |
| - | --------------- | --- | - | - | - | - | ---- |
| 1 | ERC Binaâ Alger | 11  | 6 | 5 | 1 | 0 | +43  |
| 2 | NA Hussein Dey  | 6   | 6 | 3 | 0 | 3 | +5   |
| 3 | WRB Mazaghrane  | 6   | 6 | 3 | 0 | 3 | -10  |
| 4 | MC Oran         | 5   | 5 | 2 | 1 | 2 | -2   |
| 5 | NADIT Alger     | 4   | 6 | 1 | 2 | 3 | -7   |
| 6 | UST Oran        | 2   | 5 | 1 | 0 | 4 | -29  |

Au terme de la 10e et dernière journée jouée le lundi 26 janvier 1998, le classement final est :
| 1. MC Alger, 17 pts (8 victoires, 1 match nul et 1 défaite) 2. MM Batna, 14 points 3. Solb Riadhi de Annaba, 11 points 4. WB Skikda, 9 points 5. WA Rouiba, 8 points 6. CS Constantine, 1 point. | 1. IRB Binaâ Alger, 19 points (9 victoires et 1 match nul) 2. MC Oran, 13 points 3. WRB Mazaghran, 11 points 4. NA Hussein Dey, 9 points 5. Nadit Alger, 6 points 6. UST Oran, 2 points. |

Parmi les résultats, le MC Alger a fait match nul face au MM Batna et a perdu face au WA Rouiba.
Les trois premiers de chaque poule sont qualifiés pour le play-off tandis que les six autres équipes jouent le play-down.

### Play-off
À deux journées de la fin du championnat, le MC Alger est sacré champion d'Algérie après sa victoire contre le WRB Mazaghran sur le score 31 à 15 à Mostaganem le jeudi 21 mai 1998 pour le compte de la 8e journée du championnat,. Pour les autres résultats de cette journée, le MC Oran bat Solb Riadhi de Annaba par forfait et le MM Batna a été battu chez lui par l'OC Alger sur le score de 10 à 25.
Le classement provisoire des play-offs au terme de la 8e journée était alors :
1. MC Alger 18 pts
2. MC Oran 13 pts
3. OC Alger 12 points
4. MM Batna 5 points
5. WRB Mazaghran 2 points
6. Solb Riadhi de Annaba 1 points

### Play-down
Parmi les résultats de ce tournoi pour le maintien en division nationale (niveau A), on trouve :
- 8e journée :
  - à Alger : Nadit Alger est battu par WB Skikda 16-22
- 9e journée[5] :
  - à Constantine : CS Constantine est battu par Nadit Alger 15-16
- programme de la 10e et dernière journée[5] :
  - lundi 1er juin 1998 : Nadit Alger - WA Rouiba
  - vendredi 5 juin 1998 : NA Hussein Dey - WB Skikda
  - la rencontre qui devait opposer le CS Constantine à l'UST Oran n'a pu avoir lieu à la suite du forfait général déclaré par les universitaires.

Finalement, les trois clubs rétrogradés sont le CS Constantine, le Nadit Alger et l'UST Oran (forfait général).

## Champion d'Algérie 1997-1998
| Champion d'Algérie masculin de handball 1997-1998 MC Alger 11e titre |